# Зильберминц, Людмила Вениаминовна
Людмила Вениаминовна Зильберминц (1909, Санкт-Петербург — 1972, Ленинград) — советский переводчик, полиглот, библиограф

 и библиографовед технической литературы.

## Биография
Родилась 2 июля 1909 года[по какому календарю?] в Санкт-Петербурге в семье студентов. Отец — биогеохимик и минералог Вениамин Аркадьевич Зильберминц (1887—1939), из семьи врача в Полтавской губернии, ученик В. И. Вернадского, в 1930-е годы был репрессирован и расстрелян; мать — бактериолог Софья Николаевна Зильберминц (урождённая Сажина, 1889—1961), племянница С. Ю. Витте, также из семьи врача Полтавской губернии, выпускница Бестужевских курсов и 1-го Женского медицинского института.
В 1924 году окончила ленинградскую школу № 27, находившуюся в здании бывшей школы Карла Мая. Для поступления в высшее учебное заведение в то время требовался пролетарский трудовой стаж и она стала работать на Табачной фабрике им. Урицкого. В 1926 году поступила на филологический факультет ЛГУ, романо-германское отделение которого она успешно закончила в 1932 году, защитив диплома по роману Д. Голсуорси «Сага о Форсайтах». Была направлена на завод «Красный путиловец» (с 1934 года — Кировский завод) переводчиком (знала 18 иностранных языков), затем заведовала технической библиотекой завода.
Ещё до войны поступила в аспирантуру ГПБ имени М. Е. Салтыкова-Щедрина; затем была в эвакуации в Челябинске. После возвращения в Ленинград продолжила заниматься в аспирантуре, под руководством В. В. Данилевского.
После защиты в 1948 году диссертации, посвящённую техническим журналам в России: «Возникновение технического журнала в России (1825—1830)», получила степень кандидата педагогических наук и стала работать в Ленинградском государственном институте культуры, где в 1959 году создала отделение технических библиотек, а в 1962 году — кафедру технической литературы. Также она вела курсы по технической библиографии в Доме Техники на Невском проспекте.
Скончалась 19 ноября 1972 года в Ленинграде. Похоронена на Богослоском кладбище Санкт-Петербурга.

## Научные работы
Основные научные работы посвящены библиографоведению. Автор ряда научных работ, а также первых учебников и учебных пособий по технической библиографии.
- 1957 — Создала фундаментальные путеводители по зарубежной библиографии технической литературы.
- 1959 — Создала фундаментальные путеводители по отечественной библиографии технической литературы.